# Översättning

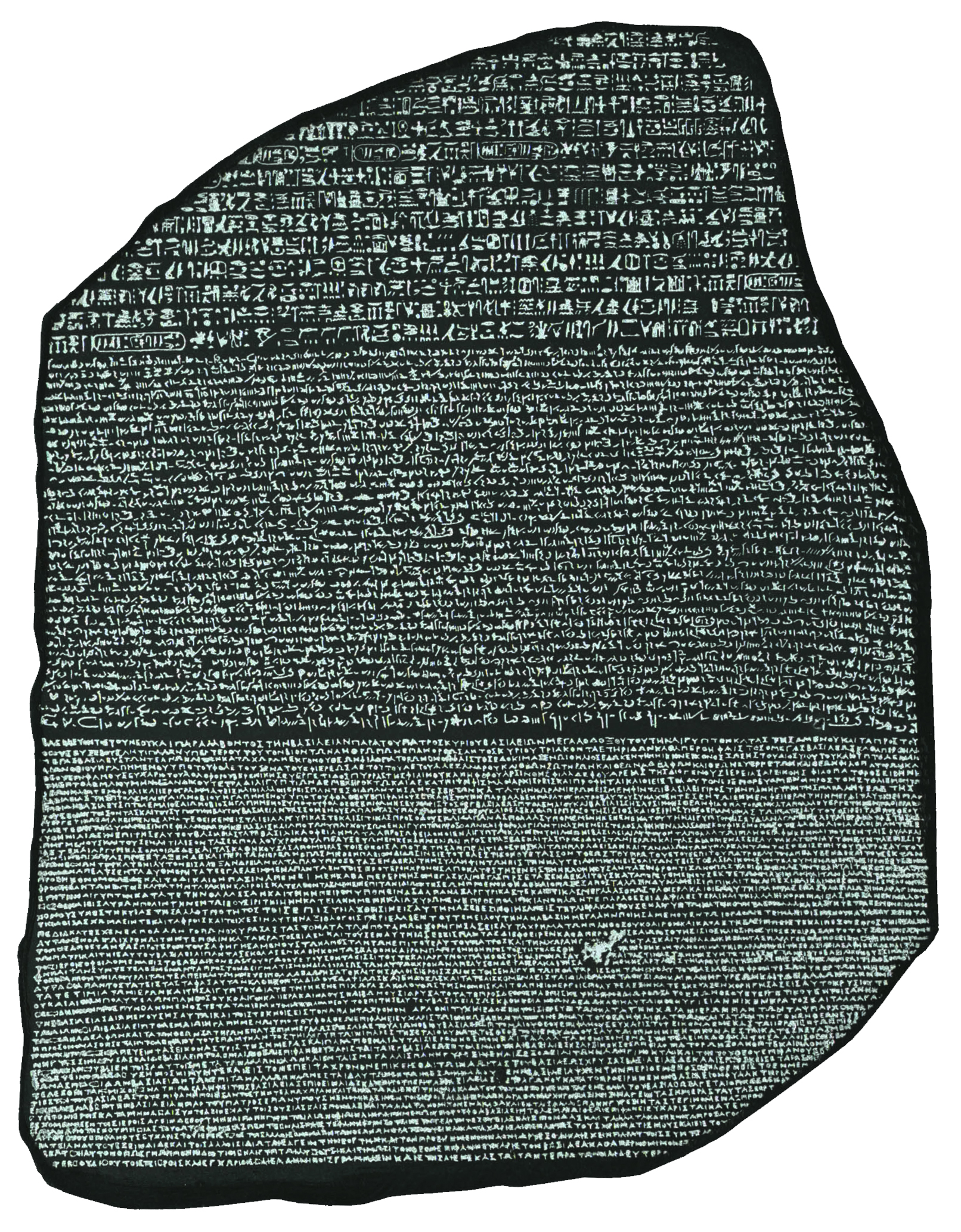
Rosettastenen innehåller samma text på två språk (egyptiska och grekiska) och blev en nyckel i att översätta hieroglyferna.

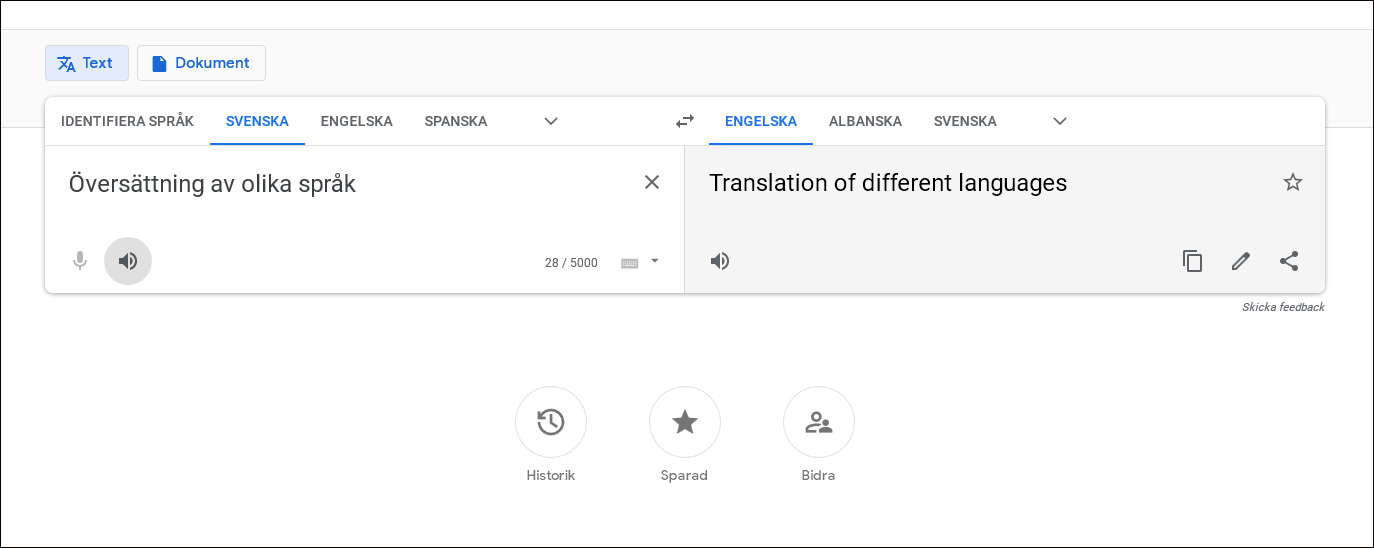
Skärmdump av Googles verktyg för översättning av över 100 språk.

Översättning är skriftlig överföring av innehållet i en viss text från ett språk till ett annat. Ofta ska även textens form överföras. Tolkning avser muntlig översättning, men ordet kan också avse en specifik översättares uttydning av textens innebörd och ibland även av upphovspersonens intention.

## Definition
Översättning görs utifrån en källtext som är skriven på ett källspråk. Det konkreta resultatet av översättningsarbetet är således en måltext på målspråket. För att utföra arbetet krävs dels goda kunskaper i källspråket, dels god stilistisk färdighet på målspråket och omfattande kunskaper om käll- och målspråkets kulturella sammanhang. Professionella översättare i Sverige översätter i regel till sitt första språk eller modersmål.
Olika typer av översättning är:
- facköversättning
- skönlitterär översättning
- medieöversättning (t.ex. undertextning)

Översättare som utför eller specialiserar sig på facköversättning – det vill säga översättning av icke-skönlitterära texter – kallas facköversättare. Denna typ av översättning inbegriper alla typer av facktexter, till exempel bruksanvisningar, tekniska beskrivningar, läkarintyg och avtal. Översättning av facktexter kan kräva goda kunskaper inom de ämnesområden texten berör. 

## Skönlitterär översättning
Översättning av skönlitterära verk (romaner, noveller, pjäser, dikter, etc) anses vara en skönlitterär verksamhet i sig. Bland framstående översättare i exempelvis kanadensisk litteratur kan nämnas personer som Sheila Fischman, Robert Dickson och Linda Gaboriau. Governor General’s Awards ger årligen ut pris för bästa skönlitterära översättningar från engelska till franska, respektive från franska till engelska. 
Bland övriga skribenter som har gjort sig namn som skönlitterära översättare återfinns Vasilij Zjukovskij, Tadeusz Boy-Żeleński, Vladimir Nabokov, Jorge Luis Borges, Robert Stiller och Haruki Murakami.

## Historia
Den första viktiga översättningen i västvärlden var Septuaginta, en samling judiska skrifter översatta till tidig Koine i Alexandria mellan det tredje och första århundradet f.Kr. De då skingrade judarna hade glömt sitt nedärvda språk och behövde grekiska versioner (översättningar) av sina skrifter.
Under medeltiden var latin ett lingua franca i den västliga lärda världen. 800-talets Alfred den store, kung av Essex i England, var långt före sin tid i att godkänna dialektala fornengelska översättningar av Bedes Historia ecclesiastica gentis Anglorum och Boethius Filosofins tröst. Samtidigt var kyrkan skeptisk till även de ringaste anpassningar av Hieronymus Vulgata, den latinska bibeln, skriven cirka 384.
I Asien ledde Buddhismens spridning till storskaliga och fortlöpande satsningar på översättning i väl över tusen år. Xixia, eller Västra Xia, var speciellt effektiva i sådana satsningar. De använde den då nya uppfinningen blocktryck och med regeringens fulla stöd (samtida källor beskriver kejsaren och hans mor som personligen bidragande till översättningssatsningen, tillsammans med rådgivare från olika nationer) handlade det bara om årtionden för tanguterna att översätta volymer som tagit kineserna århundraden att framställa.
Araberna åtog sig storskaliga satsningar på översättning. Efter att ha erövrat den grekiska världen skrev de arabiska versioner av dess filosofiska och vetenskapliga verk. Under medeltiden blev några av dessa arabiska versioner översatta till latin, mestadels i Córdoba i Spanien. Kung Alfonso X el Sabio (Alfons den vise) av Kastilien promoterade på 1200-talet dessa satsningar genom att etablera Schola Traductorum (Översättningsskola) i Toledo. Där blev arabiska, hebreiska och latinska texter översatta till andra språk av muslimska, judiska och kristna vetenskapsmän, som också lyfte fram sina respektive religioner. Latinska översättningar av grekiska och ursprungligen arabiska vetenskapliga verk hjälpte europeisk skolastik, och således också europeisk vetenskap och kultur, framåt.

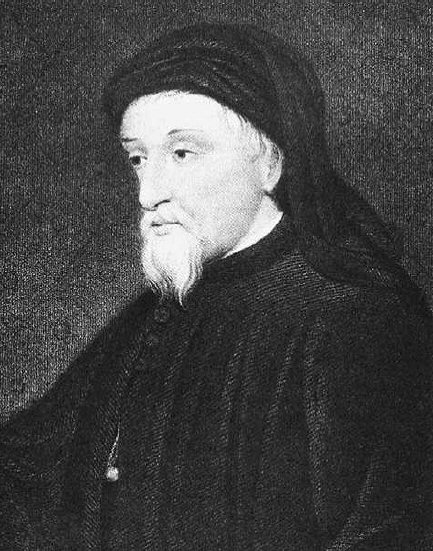
Geoffrey Chaucer

De breda historiska trenderna i västerländsk översättningspraxis kan exemplifieras av översättning till det engelska språket.
De första noggranna översättningarna till engelskan gjordes på 1300-talet av Geoffrey Chaucer som gjorde följande: adapterade Giovanni Boccaccios italienska i sin egen Knight’s Tale och Troilus and Criseyde; påbörjade en översättning av den franskspråkiga Roman de la Rose; och färdigställde en översättning av Boethius från latinet. Chaucer stiftade en engelsk poetisk tradition om adaptioner och översättningar från dessa tidigare etablerade litterära språken.
Den första stora engelska översättningen var Wycliffes Bibel (ca. 1382), som visade svagheten med den underutvecklade engelska prosan. Först på slutet av 1400-talet startade den gyllene åldern för engelsk prosa-översättning med Thomas Malorys Morte D’Arthur - en adaption av Arthursagan så fritt översatt att den egentligen knappast kan kallas en översättning. De första viktiga översättningarna under Tudortiden är som följer, Tyndale New Testament (1525), som influerade King James Bible (1611) och Gerald Berners version av Jean Froissarts krönika (1523-25).
Samtidigt hade det i Florens, i renässansens Italien, påbörjats en ny period för historien om översättning då den byzantinske Georgios Gemistos Plethon ankommit vid Cosimo den äldres hov, strax före turkarnas övertagande av Konstantinopel (1453). Marsilio Ficino hade åtagit sig en latinsk översättning av Platons verk. Detta och Erasmus latinska utgåva av Nya Testamentet ledde till nya hållningar till översättning. För första gången krävde läsare strikt framställning eftersom filosofisk och religiös tro var beroende av Platons, Aristoteles och Jesus exakta ord.

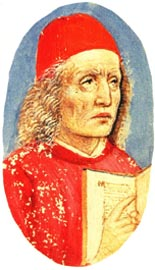
Marsilio Ficino

Skönlitteratur förblev dock avhängig av adaption. Plejaden i Frankrike och Tudortidens poeter i England, samt översättare under den elisabetanska eran, adapterade teman av Horatius, Ovidius, Francesco Petrarca och moderna latinska skribenter och formade således en ny poetisk stil utifrån de modellerna. De engelska poeterna och översättarna ville förse den nya publiken - skapad av medelklassens framväxt och utvecklingen av tryckteknik - med verk såsom ursprungsförfattarna skulle ha skrivit dem om de hade skrivit i England vid den tidpunkten.
Den elisabetanska perioden medförde ansenliga framsteg för översättning utöver enbart parafrasering mot en idealisk stilistisk ekvivalens, men till och med mot slutet av denna era - som nådde ändå in i mitten av 1600-talet - fanns det inget intresse för verbal precision.
Under andra halvan av 1600-talet försökte poeten John Dryden få Vergilius att tala ”i ord som han troligtvis hade skrivit om han levde och var engelsman”. Dryden hade dock inte efterfrågat behov för att efterlikna den romanske poetens subtilitet och pregnans. Homeros fick på liknande sätt lida av Alexander Popes strävan efter att reducera den grekiske poetens ”vilda paradis” till ordning.
Genom 1700-talet var ledordet för översättare lättläslighet. Allt man inte förstod ur en text, eller trodde kunde tråka ut läsare, utelämnades. Muntert antog man att den egna uttrycksstilen var den bästa, och att texter borde samstämma med den i översättningar. Den vetenskapliga metoden hade de lika lite till övers för som sina föregångare, och de drog sig inte för att göra översättningar av översättningar på tredje språk, eller från språk de knappt kunde, eller - som i James Macphersons ”översättningar” av Ossians sånger - från texter som egentligen var ”översättarens” egen komposition.

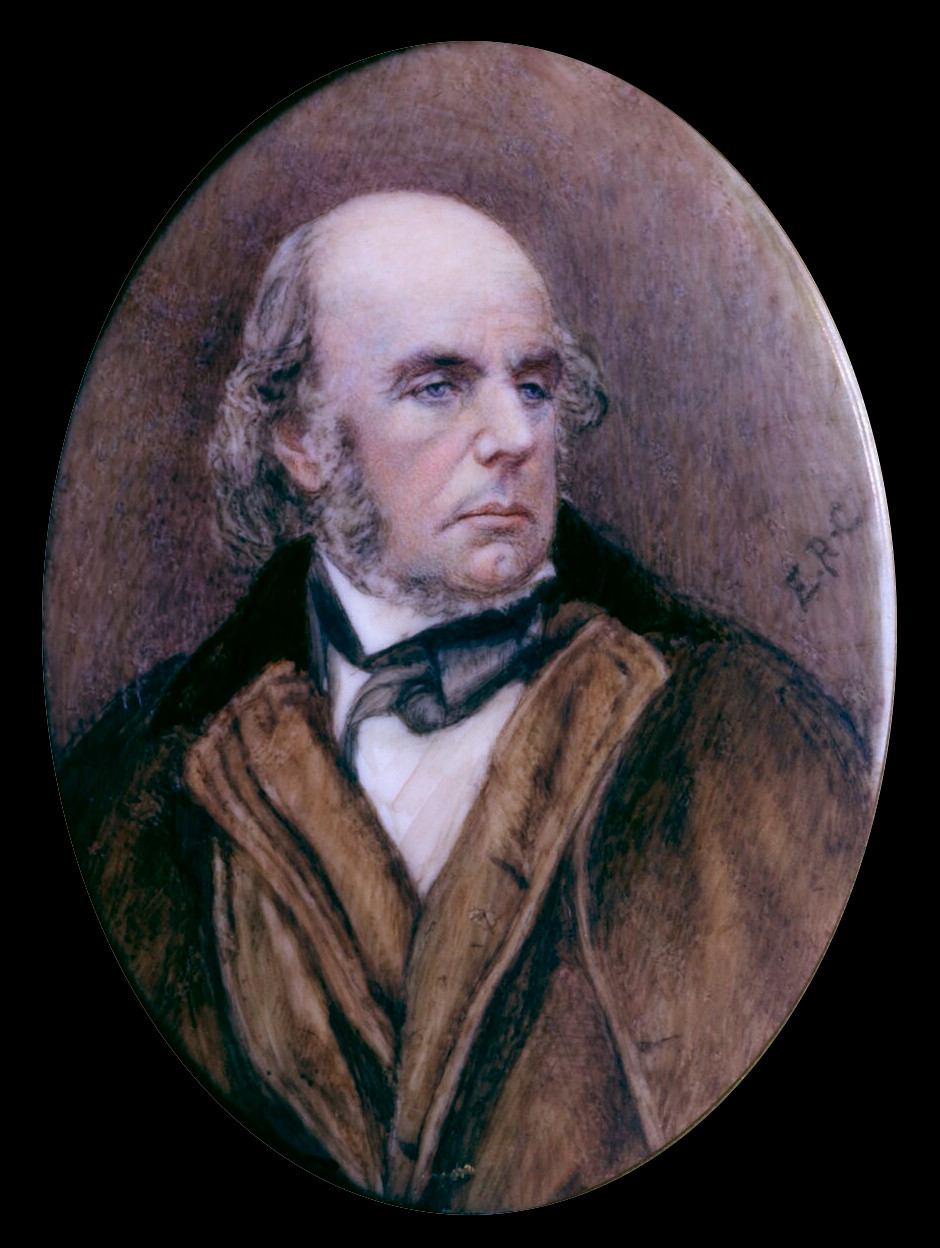
Edward Fitzgerald

1800-talet förde med sig nya normer för precision och stil. Gällande precision, enligt J.M Cohen, blev policyn ”texten, hela texten, och ingenting annat än texten”, förutom när det gällde oanständiga passager och tilläggandet av rikligt förklarande fotnoter. Gällande stil blev det viktorianska målet (som nåddes genom långsökt metafrasering eller pseudo-metafrasering) att konstant påminna läsare om att de läste en utländsk klassiker. Ett undantag var periodens enastående översättning, Edward Fitzgeralds Rubaiyat of Omar Khayyam (1859), som åstadkom sin orientaliska känsla i stort sett genom att använda persiska namn och diskreta bibliska ekon och byggde endast föga på material från sitt persiska original.
Innan 1900-talet blev ett nytt mönster satt 1871 av Benjamin Jowett, som översatte Platon till ett enkelt och rättframt språk. Jowetts exempel blev dock inte uppföljt tills långt in i det nya århundradet, då precision snarare än stil blev det viktigaste kriteriet.

## Statistik
Det finns ingen uttömmande statistik över antalet översättningar i världen, vilket bland annat beror på det stora antalet översättningar som publiceras på internet, alternativt faller inom beteckningen "grå litteratur", dvs. arbetsdokument inom företag, förvaltningar, internationella organisationer etc.
Till de mest översatta texterna hör FN:s deklaration om de mänskliga rättigheterna. 1999 utgjorde den världens mest översatta text. Är 2023 finns texten översatt till 555 språk. Till svenska har det gjorts två översättningar, en ifrån 1940-talet och en ifrån 2000-talet. Bibeln, som är allmänt känd för att vara den mest översatta texten i världen, fanns 2023 översatt till 736 språk i sin helhet, och åtminstone någon del av Bibeln fanns översatt till 3658 språk.
En stor del av den svenska utgivningen utgörs av översättningar, där engelska utgör det största källspråket. 2022 utgjorde 17 procent av den totala utgivningen i Sverige av översättningar.

## Indirekt översättning
Indirekt översättning, eller sekundäröversättning, är en översättning av en översättning. Den involverar tre texter på tre språk: originaltexten, den förmedlande texten och måltexten. Orsaken till att det görs indirekta översättningar är oftast att det saknas kunskaper om originalspråket i målkulturen men kan också bero på att originaltexten är svår eller omöjlig att få tag på. Det finns flera exempel på betydelsefulla indirekta översättningar, som Bibeln, men överlag har synen på översatta översättningar oftast varit negativ.

## Tekniska hjälpmedel

### Maskinöversättning
Maskinöversättning är när man översätter mellan olika mänskliga språk med hjälp av en dator. Maskinöversättning har visat sig vara ett svårt problem att lösa. Länge var översättningarna som gjordes av datorer dåliga eftersom det i ett språk bland annat finns många ord som har flera betydelser. Försök som gjordes med statistiskt baserade metoder, där man i stora textmängder på Internet letade efter liknande översättningar, nådde heller inte upp kvalitetsmässigt. Numera används en modell baserad på djupinlärning. Systemet kan då bättre förstå sammanhang, vilket gör att översättningarna blir bättre. Stora mängder data analyseras där datorerna söker efter mönster och successivt lär sig känna igen dem. Det har möjliggjort översättningar som skiljer sig avsevärt i kvalitet från de översättningstjänster som presenterades för ett tiotal år sedan.
Maskinöversättning gränsar inom datavetenskapen till artificiell intelligens.

### Översättningsverktyg
Översättningsverktyg (CAT - Computer Aided Translation Tool) är programvara som är utvecklad för att underlätta för människor att översätta naturligt språk. Vanligtvis fungerar översättningsverktyg med hjälp av översättningsminnen och termhanteringsfiler. Grundfunktionen för översättningsverktyg är möjligheten att importera dokument i olika format, som sedan presenteras i vanlig text som extraherats från dokumenten. Ofta segmenterar programmet dessutom texten i meningar eller stycken. Allteftersom översättaren sedan översätter segment för segment sparas översättningarna i ett översättningsminne (engelska: translation memory, TM). När översättningsverktyget känner av att det aktuella segmentet redan har översatts, föreslår det att översättningen ska infogas. Detta gäller även träffar som kanske inte helt överensstämmer med segmentet. Vidare finns ofta möjligheten att importera ordlistor, för att hjälpa till med termer och uttryck, som kanske är specifika för just den kunden som beställt översättningen. När översättningen är klar skapar man de översatta dokumenten genom att låta översättningsverktyget slå ihop informationen som finns i översättningsminnet med källdokumentet och skapar alltså ett måldokument med exakt samma formatering.

### Översättningsminne
Översättningsminnen är programvara som lagrar tidigare översättningar av texter i en databas. När programmet sedan används för nästa översättning visas översättningsförslag om en mening i texten reda finns i minnet. Även om meningen inte är exakt lika (fuzzy matches) kan den tidigare översättningen visas och översättaren ges tillfälle att göra korrigeringar.
Minnena baseras ofta på segment av en längd motsvarande en mening. Detta är ofta ett problem, eftersom en mening inte är en fristående enhet i språket. Man kan förstås skapa verktyg som kräver längre enheter, men det är svårt att göra denna avvägning på ett sätt som gör resultatet användbart.

## Turboöversättning
Turboöversättning är en term som kommit att avse översättningar som produceras under stor tidspress. Ett tidigt exempel på företeelsen är Mårten Edlunds översättning av en deckare av Raymond Chandler från 1943 vilken han översatte på tre veckor med arbetsdagar på 17–18 timmar. 
Under senare år har det blivit allt vanligare att översättningar av förväntade bästsäljare från svenska till engelska tillkommit under tidspress. Detta beror på att förlagen fruktar att läsare skulle tröttna på att vänta och köpa den engelska utgåvan. 
Ett fall där företeelsen uppmärksammades var J.K. Rowlings första vuxenbok Den tomma stolen från 2012. På en vecka översattes boken till svenska av sex översättare och på så vis lyckades förlaget ha boken i bokhandeln redan två månader efter att arbetet påbörjats. En annan berömd turboöversatt text är Dan Browns Den förlorade symbolen.

## Översättning i domstol
Rätten till översättning i både brottmål och civilmål regleras av olika lagar och fördningar på nationell nivå och på EU-nivå. Rätten gäller både den åtalade och målsäganden och sträcker sig även till förundersökningen som polisen genomför och alla andra direkta förberedelser inför en rättegång.
Den som är part eller ställföreträdare för part i ett mål eller ärende hos en förvaltningsrätt, en tingsrätt, en fastighetsdomstol, en miljödomstol, en sjörättsdomstol eller en hyres- och arrendenämnd som har en domkrets som helt eller delvis sammanfaller med kommunerna Gällivare, Haparanda, Kiruna, Pajala och Övertorneå har rätt att använda finska eller meänkieli under målets eller ärendets handläggning, om målet eller ärendet har anknytning till någon av dessa kommuner. Detsamma gäller samiska hos en sådan domstol med en domkrets som helt eller delvis sammanfaller med kommunerna eller delvis omfattar kommunerna Arjeplog, Gällivare, Jokkmokk eller Kiruna, om målet eller ärendet har anknytning till någon av dessa kommuner.
Rätten att använda finska, meänkieli respektive samiska omfattar också de domstolar dit en dom eller ett beslut i ett mål eller ärende som avses i första stycket överklagas.
Rätten att använda finska, meänkieli och samiska omfattar rätt att ge in handlingar och skriftlig bevisning på dessa språk, rätt att få de handlingar som hör till ärendet eller målet muntligt översatta och rätt att vid muntlig förhandling eller sammanträde inför domstolen eller hyres- och arrendenämnden tala sitt språk. Domstolarna och hyres- och arrendenämnderna ska översätta inlämnade handlingar till svenska om det inte är uppenbart onödigt.
Ersättning för tolk och översättning betalas av allmänna medel.
Rätten får vid behov låta översätta handlingar som kommer in till eller skickas ut från rätten.
Rätten är skyldig att översätta en handling i brottmål eller de viktigaste delarna av den, om handlingen ska sändas till någon som vistas i en annan stat inom EU, EES eller i Schweiz och det finns anledning att anta att personen inte förstår språket i handlingen. Handlingen ska översättas till språket i den andra staten eller om myndigheten känner till att personen inte förstår detta språk, till ett annat språk som personen förstår.
Den som biträtt med översättning har rätt till skälig ersättning, som betalas av staten.
Bestämmelserna ska tillämpas även i fråga om överföring från punktskrift till vanlig skrift eller omvänt.

## Berömda svenska översättningar
- Bibel 2000 och andra svenska bibelöversättningar
- De svenska översättningarna av William Shakespeares dramer av bland andra Carl August Hagberg och Göran O. Eriksson
- Översättningen av Marcel Prousts romansvit På spaning efter den tid som flytt av Gunnel Vallquist.
- De båda översättningarna av J.R.R. Tolkiens The Lord of the Rings:
Härskarringen av Åke Ohlmarks och Ringarnas herre av Erik Andersson

## Översättarutbildningar
I Sverige ges utbildningar till översättare på grundnivå och avancerad nivå. Tolk- och översättarinstitutet vid Stockholms universitet erbjuder kandidatprogram och mastersprogram inom såväl tolkning som översättning. Vid Linnéuniversitetet ges facköversättning på avancerad nivå och vid Lunds universitet ges facköversättarutbildning och tolkutbildning på grundnivå. Examen från en översättarutbildning ger inte automatisk auktorisation att arbeta som auktoriserad translator. För att bli auktoriserad translator behöver man avlägga särskilt prov som ombesörjs av Kammarkollegiet. Den enda universitetsutbildningen i litterär översättning ges vid Göteborgs universitet.